# Gunilla Åkesson
Gunilla Margareta Åkesson Wickbom, född 15 februari 1942 i Jönköping, är en svensk skådespelare och sångerska.

## Biografi
Åkesson växte upp i Lindesberg och kom till Stockholm som 20-åring när hon blev antagen till Calle Flygare Teaterskola, där hon var kurskamrat med bland andra Lis Nilheim, Lars-Erik Berenett och Thomas Ungewitter. 
1963–1966 studerade hon vid Statens scenskola i Malmö.
Sedan följde engagemang vid Oscarsteatern och flera säsonger vid Riksteatern där hon bland annat medverkade i Vita Hästen och Två gentlemän från Verona. Hon upptäcktes av Hagge Geigert som sett henne på TV och hon slog igenom i hans revy i Göteborg 1975. Den fruktade kritikern Bengt Jansson på Dagens Nyheter rosade hennes insatser i revyn och skrev efter premiären "Ta upp Åkesson till Stockholm genast".
1976 fick hon engagemang i Kar de Mumma-revyn på Folkan där hon bland annat gjorde succé som "byggjobbaren på operan", ett revynummer där hon varvade dialog med operaarior. Hon har spelat på de flesta privatteatrar i Stockholm bland annat långköraren Spanska flugan på Vasan 1981–1983, revyn Carl-Gustafs nöjesmaskin på Intiman 1983, Lasse Berghagens musikal Världens galenskap på Chinateatern 1985 och Oj då, en till på Folkan 1987. 
Riktigt folkkär blev Gunilla Åkesson genom sin medverkan i TV-programmet Gäster med gester samt genom Femettan. Hon har även medverkat i TV-serier som Babels hus, Svenska Sesam och Polisen och pyromanen. Hon gjorde en allvarligare roll i Carin Mannheimers Svenska hjärtan. I början av 1990-talet blev hon även "offer" för TV 4:s version av Dolda Kameran där hon i en teaterpjäs lurades att klä ut sig till en gris.
I tolv år var hon komisk primadonna i Hjalmar-revyerna med Peter Flack i Örebro. Hos Flack gjorde hon parodier på Sigvard Marjasin, Marit Paulsen, Lena Philipsson och Leif "Loket" Olsson med flera. Hon tilldelades Sällskapet Stallbrödernas pris Revyräven 1999.
2011 gjorde hon comeback i TV efter 15 års uppehåll, i det sista avsnittet med Gäster med gester.

## Filmografi
- 1977 – Men så en dag om morgonen
- 1981 – Babels hus (TV)
- 1981–1982 – Svenska Sesam (TV-serie)
- 1983 – Spanska flugan (TV)
- 1985 – Den politiske kannstöparen (TV)
- 1995–1998 – Svenska hjärtan (TV-serie)
- 1993 – Den otroliga vandringen (röst)
- 1996 – Polisen och pyromanen (TV)
- 1998 – Ett småkryps liv (röst)
- 2002 – Olivia Twist (TV)
- 2002 – Askungen II – Drömmen slår in (röst)

## Teater

### Roller (ej komplett)
| År   | Roll        | Produktion                                         | Regi                           | Teater                    |
| ---- | ----------- | -------------------------------------------------- | ------------------------------ | ------------------------- |
| 1966 | Ermengarde  | Hello, Dolly! Michael Stewart och Jerry Herman     | Sven Aage Larsen               | Oscarsteatern             |
| 1967 | Praskowia   | Glada änkan Franz Lehár, Victor Léon och Leo Stein | Mimi Pollak                    | Oscarsteatern             |
| 1973 |             | Borgmästaren Gert Hofmann                          | Sandor Györbiro                | Flexteatern               |
| 1973 |             | Godspell John-Michael Tebelak och Stephen Schwartz | Jonnie Christen och Klaus Pagh | Jarlateatern/ Riksteatern |
| 1976 | Medverkande | Hem till stan, revy Kar de Mumma                   | Hans Dahlin                    | Folkan                    |
| 1978 | Edith       | Min fru går igen Noël Coward                       | Per Gerhard                    | Vasateatern               |
| 1979 | James       | Pinocchio Staffan Götestam och Peter Flack         |                                | Folkan                    |
| 1980 |             | Pippi Långstrump Astrid Lindgren                   | Staffan Götestam               | Folkan                    |
| 1981 | Maria       | Spanska flugan Franz Arnold och Ernst Bach         | Per Gerhard                    | Vasateatern               |
| 1987 |             | Oj då!... en till?! Ray Cooney och Tony Hilton     | Chris Johnston                 | Folkan                    |
| 1992 | Medverkande | Spik, revy                                         |                                | Vasateatern               |